# Suzuki Magyar

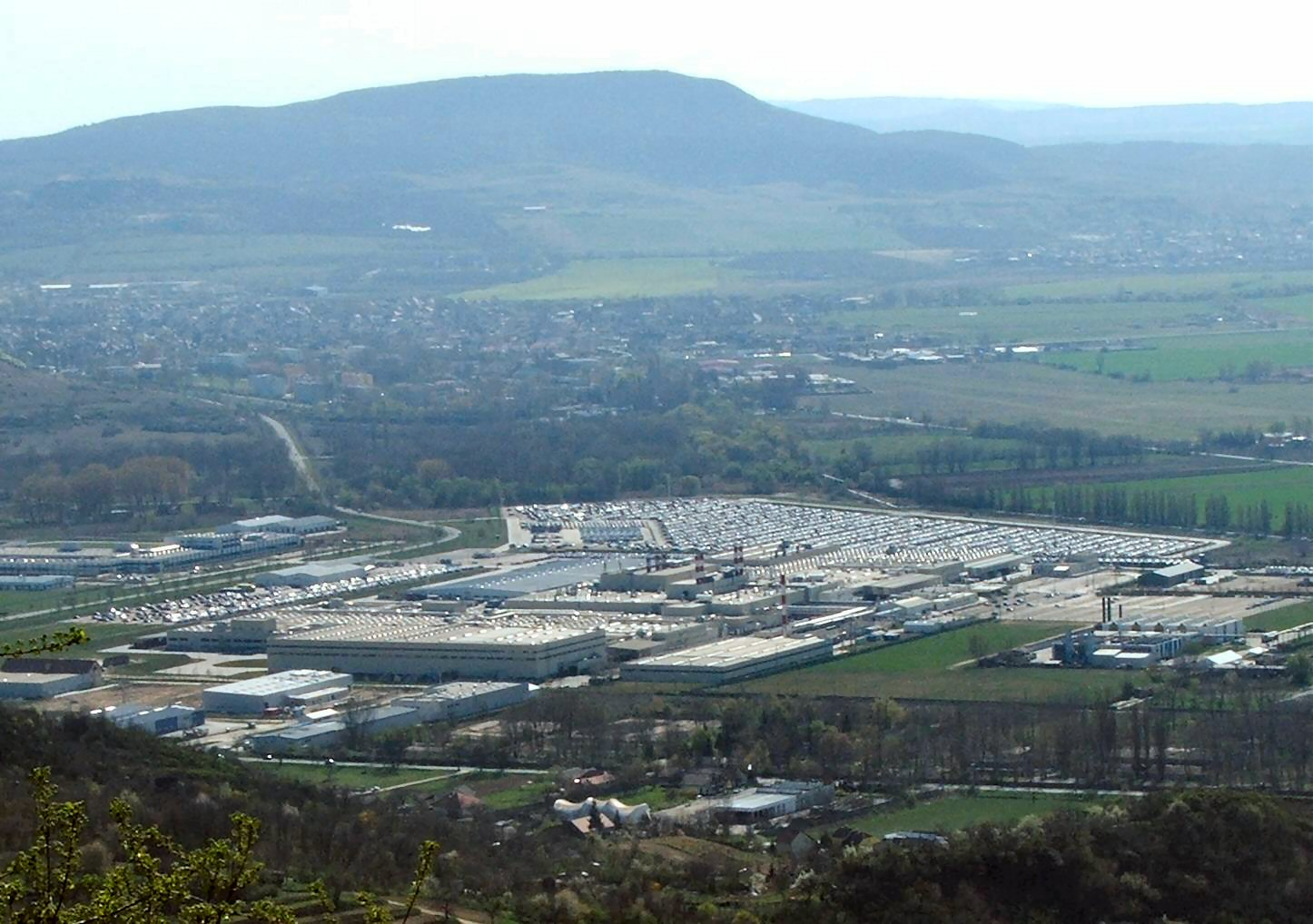
Suzuki Magyar en Esztergom, Hungría, tenía más de 6,300 empleados a partir de 2007

Magyar Suzuki Corporation es una planta de fabricación de automóviles, subsidiaria de Suzuki ubicada en Esztergom, Hungría y fundada en 1991 con inversiones de Suzuki Japón, el Gobierno húngaro, Itochu y el Banco Mundial.

## Historia
Hasta fines de septiembre de 2005, la planta tenía un volumen de producción acumulado de 849,000 vehículos:
- 465,000 Suzuki Swift (Primera generación)
- 187 000 Suzuki Wagon R+, hasta marzo de 2003
- 137,000 Suzuki Ignis
- 60,000  Suzuki Swift (Segunda generación).

Además de los vehículos con la insignia de Suzuki, la planta húngara también produjo:
- 24,943 Fiat Sedici Crossover
- 4,494 Subaru G3X Justy basados en Ignis

La capacidad de producción actual es de 300.000 unidades al año. La planta también produjo el Suzuki Splash, así como una versión modificada, el Opel Agila.
Construida con una inversión de 14,000 millones de florines húngaros, la planta produjo inicialmente Suzuki Swift de 1.0 y 1.3 litros, alcanzando el coche número diez mil en 1993. El 6 de octubre de 2006, la planta produjo su coche número un millón, un Suzuki Swift 5 puertas de segunda generación.
La planta cumple con los niveles de calidad ISO 14001, los motores fabricados en la planta cumplen con los requisitos Euro 5 y Suzuki exige la certificación de garantía de calidad ISO 9001:2000 de los proveedores y concesionarios.
Los tres primeros dígitos del VIN de los vehículos fabricados por Suzuki Magyar son TSM.

## Producción actual
- Suzuki S-Cross (2013–presente)
- Suzuki Vitara (2015–presente)

## Antigua producción
- Suzuki Maruti (1985-2004) - También llamado Suzuki Alto & Maruti 800.
- Suzuki Swift (1992–2003) – El modelo de primera generación, basado en Suzuki Cultus. También con insignia Subaru Justy.[8]
- Suzuki Wagon R+ (2000–2007) – En Polonia se produjo una versión con la insignia de Opel Agila.
- Suzuki Ignis (2003–2008) – También con la insignia Subaru G3X Justy.
- Suzuki Swift (2005–2010) – El modelo de segunda generación
- Suzuki SX4 (2006–2014) – También con la insignia Fiat Sedici.
- Suzuki Splash (2008–2014) – También con la insignia Opel Agila.
- Suzuki Swift (2010–2016) – El modelo de tercera generación.